# Zhu Guo
Zhu Guo (chiń. upr. 朱国; chiń. trad. 朱國; pinyin Zhū Guó; ur. 14 czerwca 1985 w Fuxin) – chiński zawodnik taekwondo, brązowy medalista olimpijski.
Brązowy medalista igrzysk olimpijskich w Pekinie w 2008 roku w kategorii do 80 kg. Brązowy medalista światowych igrzysk wojskowych w Rio de Janeiro 2011.
Jest wicemistrzem Azji z 2008 roku.